# World Wide Web Consortium
Das World Wide Web Consortium (kurz W3C) ist das Gremium zur Standardisierung der Techniken im World Wide Web. Es wurde am 1. Oktober 1994 am MIT Laboratory for Computer Science in Cambridge (Massachusetts) gegründet.
Das W3C ist eine Mitgliedsorganisation. Gründer und Vorsitzender ist Tim Berners-Lee, der als Erfinder des World Wide Web gilt. Das W3C entwickelt technische Spezifikationen und Richtlinien in einem ausgereiften, transparenten Prozess, um maximalen Konsens über den Inhalt technischer Protokolle, hohe technische und redaktionelle Qualität und Zustimmung durch das W3C und seine Anhängerschaft zu erzielen.
Beispiele für durch das W3C standardisierte Technologien sind HTML, XHTML, XML, RDF, OWL, CSS, SVG und WCAG.
Der Sitz des Deutsch-Österreichischen Büros ist seit Januar 2011 am Deutschen Forschungszentrum für Künstliche Intelligenz (DFKI) in Berlin.

## Geschichte
Die Geschichte des W3C ist eng mit der Entwicklung des WWW verbunden. Gründer Tim Berners-Lee war bewusst, dass die inkonsistente Nutzung der Technologien URI, HTTP und HTML dazu führen könnte, Verknüpfungen unwirksam und damit das WWW nutzlos zu machen. Deswegen wollte er die Spezifikationen zu diesen Technologien von der Internet Engineering Task Force (IETF) standardisieren lassen.
Nach einem IETF-Treffen im Jahre 1992 in Boston gründete sich eine WWW-spezifische Arbeitsgruppe, die allerdings keine brauchbaren Standards veröffentlichen konnte.
Zeitgleich wurden immer mehr WWW-Browser entwickelt, wodurch Berners-Lee intensiver über eine Körperschaft, welche die Evolution des Webs steuert, nachdachte. Diese sollte außerdem verhindern, dass das Web sich in verschiedene Teilwebs – mit entweder kommerzieller oder akademischer Ausrichtung – untergliedert und stattdessen seinen universellen Charakter behält.
Das W3C wurde daraufhin nicht am CERN – dem Entstehungsort des WWWs –, aber mit dessen Zusammenarbeit am LCS | MIT gegründet (mittlerweile in Massachusetts Institute of Technology Computer Science and Artificial Intelligence Laboratory [MIT/CSAIL], kurz CSAIL, umbenannt). Des Weiteren unterstützten die U.S. Defense Advanced Research Project Agency (DARPA) und die Europäische Kommission das Projekt.
Das W3C sollte von Anfang an den kleinsten gemeinsamen Nenner einer Technologie finden und diesen zu einer Spezifikation verarbeiten, so dass diese von allen Mitgliederorganisationen unterstützt wird. Um die Internationalität des WWW zu betonen, sollten neben dem MIT weitere Hosts auf unterschiedlichen Kontinenten hinzukommen.
Das Institut national de recherche en informatique et en automatique (INRIA) wurde im April 1995 der europäische Host des W3C, aber 2003 durch das European Research Consortium for Informatics and Mathematics (ERCIM) ersetzt.
Die Keiō-Universität (Japan) wurde im Jahre 1996 erste asiatische Hostorganisation. Inzwischen gehört auch die Beihang-Universität in China dazu. Zudem unterstützen weltweit verteilte Büros, sogenannte Offices, die Aktivitäten des W3C.

## Organisation
Für das W3C arbeiten zwischen 70 und 80 Personen, die die organisatorischen Prozesse leiten und zumeist in einer der vier Hostorganisationen angestellt sind. Außerdem wird das W3C durch seine Mitgliederorganisationen unterstützt. 425 Organisationen sind derzeit Mitglied im W3C. Hinzu kommen die vielen freiwilligen Helfer, die an den Diskussionsprozessen der Mailinglisten teilnehmen, Empfehlungen übersetzen, Implementierungen von Spezifikationen schreiben und als Open Source veröffentlichen, sich an Arbeitsgruppen beteiligen oder sich anderweitig im W3C engagieren.
Das W3C finanziert sich über die Beiträge der Mitgliedsorganisationen und freiwilligen Spenden. Erst am Ende des Jahres 2009 bestätigte die Internet Society (ISOC) – Dachorganisation der IETF – einen Betrag in Höhe von 2,5 Millionen US-Dollar, auf die nächsten drei Jahre verteilt, an das W3C zu spenden.
Neben den drei Hostorganisationen MIT, ERCIM und Keio University, die sich administrativen Tätigkeiten widmen, ergänzen weltweit verteilte Büros die Arbeit des W3Cs. Diese haben zur Aufgabe, einerseits das Bewusstsein für Standards und für das W3C zu wecken und andererseits:
- Interessengruppen anzusprechen und die Beziehung zur regionalen Politik und Wirtschaft zu fördern
- Regionale W3C-Mitglieder zu unterstützen
- Rückmeldungen zu geben, über die – der Region betreffenden – Thematiken
- Die regionale Akzeptanz von W3C-Standards zu fördern, mit besonderer Hinsicht auf regionalspezifische kulturelle Gegenstände
- Verbreitung von Übersetzungen der W3C-Empfehlungen

Das regionale Büro benutzt dabei verschiedene Kommunikationsmöglichkeiten, wie eine eigene Website, Newsletter, Broschüren oder Konferenzen.
Gehostet werden die Offices von Wirtschaftsneutralen Mitgliederorganisationen des W3C (meist Hochschulen oder Forschungseinrichtungen).

## Mitgliedschaft
Jede Art von Organisation – sei es Wirtschaftsunternehmen, Regierungs- oder Nichtregierungsorganisation, Universität oder Forschungseinrichtung – kann dem W3C beitreten. Der zu entrichtende Mitgliedsbeitrag orientiert sich an der Form und dem Herkunftsland des potentiellen Teilnehmers.
Die gesamte Organisation zählt dabei als ein eigenständiges Mitglied, es können demzufolge keine Tochterunternehmen separates Mitglied beim W3C werden. Das kann zu Mitgliederschwund führen, wenn z. B. Unternehmen fusionieren.
Auf der Homepage des W3C befindet sich ein Tool, das den jährlich zu entrichtenden Beitrag anhand von Art und Herkunftsland der Organisation automatisch berechnet.
Mitarbeiter der einzelnen Organisationen nehmen an den Arbeitsgruppen teil, in denen Empfehlungen entwickelt werden. Zudem hat jedes Mitglied das Recht auf einen Sitz im beratenden Ausschuss des W3C sowie das Recht, Vorschläge einzureichen, um in die Entwicklungsprozesse rund um das W3C aktiv einzugreifen.
Seit Beginn der 2010er-Jahre pflegt das W3C eine engere Zusammenarbeit mit seinen Mitgliedern, insbesondere vor dem Hintergrund der Kritik am HTML-Standard. Bisheriger Höhepunkt ist die Einrichtung einer auf MediaWiki und Semantic MediaWiki gestützten Plattform namens Web Platform Docs, die gemeinsam mit Apple, Facebook und Google von 2012 bis 2015 betrieben wurden.
Im März 2019 gab die Wikimedia Foundation ihren Beitritt zum W3C bekannt.

## Status
Auch wenn das W3C zahlreiche De-facto-Standards hervorgebracht hat, ist das W3C keine zwischenstaatlich anerkannte Organisation und damit genau genommen nicht berechtigt, zum Beispiel die ISO-Normen festzulegen (Dennoch bilden W3C-Standards, wie zum Beispiel XML, die Basis mancher ISO-Normen).
Das W3C nennt seine Standards – um ihrem nicht-offiziellen Charakter zu entsprechen – W3C Recommendations, also W3C-Empfehlungen. Um die Zusammenarbeit mit internationalen Standardisierungsgremien wie der ISO zu verbessern, ist das W3C bestrebt, Transpositionsprozesse wie PAS oder Fast Track zu nutzen, damit die Empfehlungen schneller den Status eines internationalen Standards erhalten.
Daneben gibt es beim W3C noch eine zweite Dokumentenklasse W3C Note, also W3C Anmerkungen.
Bei ihrer Entwicklung hat sich das W3C selbst zur Auflage gemacht, ausschließlich Technologien zu verwenden, deren Nutzung – im Rahmen der Implementation einer W3C-Empfehlung – frei von Patentgebühren ist. Details finden sich in der Patentpolitik des W3C.

### Entwicklung
Die Vorstufen im Entwicklungsprozess einer W3C-Empfehlung (W3C Recommendation) sind Arbeitsentwurf (Working Draft), letzter Aufruf (Last Call Working Draft), Empfehlungskandidat (Candidate Recommendation) und der Empfehlungsvorschlag (Proposed Recommendation).
Zu einer Empfehlung werden weiterhin Berichtigungen veröffentlicht, und es kann eine neue Ausgabe einer Empfehlung herausgegeben werden (zum Beispiel existiert die XML-Empfehlung zurzeit in der fünften Ausgabe). Falls nötig, können Empfehlungen auch zur Überarbeitung zurückgezogen werden.
Des Weiteren ist es möglich, die Vorstufen der Empfehlungen auf das Level des Arbeitsentwurfes zurückzustufen. Das W3C publiziert darüber hinaus Anmerkungen (Notes) ohne normativen Anspruch.
Die Empfehlungen dürfen nicht als Lehrmaterialien für die W3C-Technologien angesehen werden. Sie stellen stattdessen eine Art Instruktion dar, die es erlaubt eine Technologie standardisiert zu implementieren. Demzufolge sind diese Dokumente für Laien oft – aufgrund der sehr eigenen Sprache – wenig verständlich oder aufschlussreich. Für Nutzer auf Anwendungsebene, die sich tiefer mit W3C-Technologien beschäftigen wollen, ist ein spezielles Tutorial zu empfehlen. Hierzu können auch die bereits erwähnten Anmerkungen (Notes) dienen, da diese durch ihren explorativen Charakter eher einem Tutorial entsprechen.
Anders als zum Beispiel bei den Request for Comments (RFC) der IETF, sind beim W3C alle Dokumente – vom ersten Arbeitsentwurf bis zur fertigen Empfehlung – auch nach dem Standardisierungsprozess online verfügbar. Weiterhin kann der Standardisierungsweg innerhalb eines Dokumentes anhand diverser Verlinkungen einfach nachvollzogen werden. Rechteinhaber aller Dokumente, einschließlich der fertigen Empfehlungen, sind dabei immer die Hosts: MIT, ERCIM und Keio University.
Im Nachfolgenden sollen die einzelnen Schritte im Entwicklungsprozess zu einer Empfehlung beschrieben werden. Der Entwicklungsprozess bis zu einer Empfehlung ist auch auf den Seiten des W3C dokumentiert.
- Working Draft und Last Call Working Draft

Der Arbeitsentwurf (Working Draft) ist die erste Stufe im Standardisierungsprozess einer W3C-Empfehlung. Er liegt der Öffentlichkeit, den W3C-Mitgliedern und allen anderen interessierten Organisationen zur Kommentierung vor. In der Regel werden mehrere Arbeitsentwürfe entwickelt, dabei schafft es allerdings nicht jeder bis zur Empfehlung. Der Last Call Working Draft (deutsch letzter Aufruf) soll hierbei signalisieren, dass es sich um den geplanten letzten Arbeitsentwurf handelt.
- Candidate Recommendation

Der Empfehlungskandidat (Candidate Recommendation) schließt die eigentliche Arbeit am Dokument größtenteils ab, das heißt, dass die betreuende Arbeitsgruppe alle technischen Anforderungen in das Dokument integriert hat. In diesem Status sind bereits Implementationen der Technologie möglich und auch gefordert, wobei die Erfahrungen aus den Implementationen in weitere Dokumente einfließen.
- Proposed Recommendation

Der Empfehlungsvorschlag (Proposed Recommendation) ist ein durch die ersten Implementierungen ergänztes Dokument und gleichzeitig die letzte Stufe im Entwicklungsprozess zur Empfehlung. Der Vorschlag wird an den beratenden Ausschuss des W3C übersendet. Nach Zustimmung der Mitglieder und des Vorsitzenden erlangt er den Status einer Empfehlung.

### Empfehlungen
Diese Empfehlungen wurden oder werden vom World Wide Web Consortium entwickelt:
| - Hypertext Markup Language (HTML) - Extensible Hypertext Markup Language (XHTML) - Extensible Markup Language (XML) - Extensible MultiModal Annotation markup language (EMMA) - XML Schema (XML Schema) - Extensible Stylesheet Language (XSL) - XSL Transformation (XSLT) - Cascading Style Sheets (CSS) - Portable Network Graphics (PNG) ist in der Version 1.2 auch ein ISO-Standard - Scalable Vector Graphics (SVG) |  | - Synchronized Multimedia Integration Language (SMIL) - Mathematical Markup Language (MathML) - Resource Description Framework (RDF) - SOAP (SOAP) - WebAssembly (WASM) - Web Services Description Language (WSDL) - Web Services Addressing (WS-Addressing) - Web Services Policy (WS-Policy) - Document Object Model (DOM) - Web Content Accessibility Guidelines (WCAG) |  | - Web Ontology Language (OWL) - XML Path Language (XPath) - XML Powered Web Forms (XForms) - XML Link Language (XLink) - XML Pointer Language (XPointer) - XML Query Language (XQuery) - VoiceXML - XProc |

Alle Empfehlungen und Arbeitsentwürfe sind über die W3C Webseite aufrufbar.

## Kritik
In der c’t-Ausgabe 1/2007 fasst der Journalist Herbert Braun eine „Krise des W3C“ aufgrund „praxisfremder und jahrelang verschleppter Standards“ zusammen.
Er geht dabei besonders auf die Rolle des Standards HTML ein, dessen Sprachumfang seit Dezember 1997 nicht erweitert wurde. Auch die Empfehlungen zu XHTML können diese Problematik nicht lösen, da Version 1 zwar strengere Regeln bietet, aber keine neuen Funktionen. XHTML2 sei dagegen zu komplex und nicht abwärtskompatibel.
Des Weiteren sind die Standardisierungsabläufe beim W3C komplexer geworden, wodurch die Prozesse sich verlangsamen. Håkon Wium Lie – Chief Technology Officer bei Opera Software – gibt im Interview zum Artikel dazu folgende Meinung wieder:

“Second, W3C has also evolved. In the early days, turning a Working Draft into a Recommendation was a simple month-long stint as Proposed Recommendation. These days, you have to issue call for comments, answer all the comments, make sure there are two implementations, and so forth. The formal process has become much longer and only specifications that have serious backers end up as Recommendations.”

„Zum anderen hat sich das W3C entwickelt. In den alten Tagen war es eine Sache von wenigen Monaten, einen Arbeitsentwurf zu einer Empfehlung zu machen. Heute muss man zu Kommentaren aufrufen, all diese Kommentare beantworten, sicherstellen, dass es zwei Implementierungen gibt und so weiter. Der formale Prozess dauert viel länger und nur Spezifikationen mit ernsthaften Befürwortern schaffen es zur Empfehlung.“

Braun geht in seinem Artikel auch auf die Organisationsstruktur an sich ein, indem die Dominanz und Einflussnahme großer Mobilfunk- und Softwareunternehmen kritisiert wird.
Am 18. September 2017 beschloss das W3C-Konsortium die Einführung des DRM-Systems Encrypted Media Extensions EME als Webstandard. Damit hält erstmals in theoretisch komplett als Freie Software programmierbare Browser ein proprietärer Standard Einzug. Aus Protest gegen diesen Schritt trat die Electronic Frontier Foundation am selben Tag aus dem W3C aus:

“You have to search long and hard to find an independent technologist who believes that DRM is possible, let alone a good idea. Yet, somewhere along the way, the business values of those outside the web got important enough, and the values of technologists who built it got disposable enough, that even the wise elders who make our standards voted for something they know to be a fool's errand.”

„Man muss sehr lange suchen, um einen unabhängigen Technologen zu finden, der glaubt, DRM sei machbar oder gar eine gute Idee. Dennoch wurden über die Zeit die Geschäftsinteressen jener außerhalb des Webs wichtig genug und die Werte der Technologen, die es schufen, entbehrlich genug, dass sogar die weisen Alten, die unsere Standards erschaffen, für etwas stimmten, von dem sie wissen, dass es ein sinnloses Unterfangen ist.“

Zuvor war das alleinige Bearbeitungsrecht für den HTML5-Entwurf durch den bei Google angestellten Ian Hickson lange missbilligt worden.
Im Oktober 2017 wurde der österreichische Negativpreis Big Brother Award in der Kategorie Behörden und Verwaltung an das W3C für die Einführung von EME als Webstandard verliehen.